# 茜町 (八潮市)
茜町（あかねちょう）は、埼玉県八潮市にある町名。現行行政町名は茜町一丁目のみ。住居表示実施地区。郵便番号は340-0826。

## 地理
埼玉県の東部地域で八潮市南部の沖積平野位置する。地区の東部で大瀬、南部で大字古新田や大字垳、西部で大字八潮市、北部で八潮と隣接する。西部の大字大原との境界線上を葛西用水路（東京葛西用水）が南北に流れる。茜町二丁目以降は設定されていない。
全域が市街化区域に指定されている。西部は準住居地域、中央部は第一種住居地域に指定された住宅地である。東部は近隣商業地域指定されている。

## 沿革
茜町一丁目の場所はその大部分がかつて大字古新田字仕込だった場所である。
- 1996年（平成8年）5月13日 - 八潮南部土地区画整理事業の都市計画決定[4]。
- 2015年（平成27年）1月31日 - 八潮南部中央一体型特定土地区画整理事業 の完成に伴い町名および地番の変更を行ない住居表示が実施され、大字大瀬（字稗田718の1の一部他）および大字古新田（字仕込448の1他）の各一部より茜町一丁目が成立する[6]。

## 世帯数と人口
2023年（令和5年）2月1日現在の世帯数と人口は以下の通りである。
| 大字 | 世帯数  | 人口    |
| ---- | ------- | ------- |
| 茜町 | 644世帯 | 1,034人 |

## 小・中学校の学区
市立小・中学校に通う場合、学区は以下の通りとなる。
| 番地 | 小学校               | 中学校             |
| ---- | -------------------- | ------------------ |
| 全域 | 八潮市立大曽根小学校 | 八潮市立潮止中学校 |

## 交通
地区の中央部をつくばエクスプレスが通るが、鉄道駅は設置されていない。

### 道路
地内に国道、および主要地方道・一般県道は通っていない。
- 都市計画道路 八潮三郷東西線[4]
- 都市計画道路 大原伊勢野線
- 都市計画道路 垳三郷線

## 施設
- 八潮南部中央TXポケットパーク
- 葛西調整池[8]